# Garig Gunak Barlu
Garig Gunak Barlu är en nationalpark i Australien.   Den ligger i delstaten Northern Territory, i den norra delen av landet, 3 200 km nordväst om huvudstaden Canberra. Garig Gunak Barlu ligger 5 meter över havet.